# Барруело-де-Сантульян
Барруело-де-Сантульян (ісп. Barruelo de Santullán) — муніципалітет в Іспанії, у складі автономної спільноти Кастилія-і-Леон, у провінції Паленсія. Населення — 1479 осіб (2010).
Муніципалітет розташований на відстані близько 280 км на північ від Мадрида, 100 км на північ від Паленсії.
На території муніципалітету розташовані такі населені пункти: (дані про населення за 2010 рік)
- Барруело-де-Сантульян: 1172 особи
- Бустільйо-де-Сантульян: 26 осіб
- Сільямайор: 71 особа
- Матабуена: 5 осіб
- Нава-де-Сантульян: 23 особи
- Поркера-де-Сантульян: 84 особи
- Ревілья-де-Сантульян: 26 осіб
- Санта-Марія-де-Нава: 20 осіб
- Вербіос: 22 особи
- Вільябельяко: 16 осіб
- Вільянуева-де-ла-Торре: 14 осіб

## Демографія
Динаміка населення (INE ):